# Manlleu
Manlleu é um município da Espanha na comarca de Osona, província de Barcelona, comunidade autónoma da Catalunha. Tem 17,2 km² de área e em 2021 tinha 20 804 habitantes (densidade: 1 209,5 hab./km²).
O município tem três colônias industriais: Colônia Casacuberta, Colônia Rusiñol e El Dolcet.

## Demografia
| Variação demográfica do município entre 1991 e 2004[carece de fontes?] | Variação demográfica do município entre 1991 e 2004[carece de fontes?] | Variação demográfica do município entre 1991 e 2004[carece de fontes?] | Variação demográfica do município entre 1991 e 2004[carece de fontes?] |
| ---------------------------------------------------------------------- | ---------------------------------------------------------------------- | ---------------------------------------------------------------------- | ---------------------------------------------------------------------- |
| 1991                                                                   | 1996                                                                   | 2001                                                                   | 2004                                                                   |
| 16148                                                                  | 17035                                                                  | 17532                                                                  | 18748                                                                  |